# شهرستان اوساتو، سایتاما

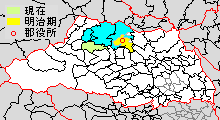
نقشهٔ شهرستان اوساتو، سایتاما در ژاپن - ۲۰۰۸

شهرستان اوساتو، سایتاما (به ژاپنی: 大里郡 Ōsato-gun) یکی از شهرستان‌های ژاپن است که در استان سایتاما در ژاپن واقع شده‌است.